# Ulica Pijarska w Krakowie
Ulica Pijarska – jedna z nielicznie zachowanych w Krakowie ulic podmurnych. Biegnie wzdłuż dawnych murów miejskich od ulicy św. Marka do ulicy Szpitalnej. Łączy ulice wychodzące z Rynku: Floriańską, św. Jana i Sławkowską.
Nazwa Pijarska została nadana ulicy pod koniec XIX wieku i związana jest z klasztorem oo. Pijarów i kościołem Przemienienia Pańskiego, znajdujących się u wylotu ulicy św. Jana.

## Niektóre kamienice
- Nr 1. – gmach Komunalnej Kasy Oszczędności Powiatu Krakowskiego wybudowany w latach 1897–1899 przez Tadeusza Stryjeńskiego. Budynek jest siedzibą Banku PeKaO SA.

- Nr 2. – Kościół Przemienienia Pańskiego i konwent oo. pijarów.

- Nr 3.  – Kamienica z Atlantami – powstała pod koniec XIX wieku.

- Nr 5. – Kamienica nr 5 – dom w którym mieszkał Juliusz Osterwa, aktor, reżyser, dyrektor Teatru im. Juliusza Słowackiego w Krakowie w latach 1932–1935. Informuje o tym tablica: W tym domu mieszkał Juliusz Osterwa, wielki artysta teatru, twórca "Reduty". 1885 – 1947.

- Nr 7–9. Pałac Badenich – na rogu z ul. Sławkowską 32, został zbudowany pod koniec XIX wieku. Obecnie mieści się tutaj siedziba Centrum Badań nad Zadłużeniem i Rozwojem przy Uniwersytecie Jagiellońskim.

- Pałac Czartoryskich (narożnik z ul. św. Jana nr 19) – zbudowany według projektu Alberta Bitnera i Zygmunta Hendla w latach 1879–1901 z połączenia trzech kamienic. Wraz  z dawnym klasztorem Pijarów i Arsenałem Miejskim tworzy Muzeum Czartoryskich. Przebudowę pałacu i klasztoru na muzeum wykonano według projektów Maurycego Ouradou[2], również ganek łączący pałac z klasztorem jest jego autorstwa[3]. Z trzech stojących niegdyś w tym miejscu kamienic najbardziej znaną jest często wymieniana w źródłach kamienica zw. "Na Chocimiu". Dom ten był budynkiem jednopiętrowym, z dłuższą elewacją od ul. Pijarskiej. Wejście główne, prowadzące przez sklepioną i wybrukowaną sień, znajdowało się od strony ul. św. Jana, na którą wychodziły też dwa okna pierwszego piętra. Wjazd na podwórze wiódł od strony ul. Pijarskiej. Cały budynek był podpiwniczony. W połowie XVI w. mieścił się w nim browar. Od ok. 1578 stanowił własność szpitala św. Ducha. Mieszkał w nim wówczas karczmarz Lenart Choczim – stąd nazwa kamienicy. W XVIII w. w domu "Na Chocimiu" mieściła się zapewne poczta, a następnie pełnił on już wyłącznie funkcje mieszkalne. "Stara Poczta" należała do szpitala św. Ducha aż do roku 1804. Po licznych licytacjach i zmianach właścicieli, kamienicę nabył w roku 1878 dyrektor krakowskiego teatru Stanisław Koźmian, który zamieszkał na pierwszym piętrze od strony ul. św. Jana. W oficynie, również na pierwszym piętrze, mieszkała natomiast znana ówczesna aktorka Antonina Hoffmann. Od Koźmiana dom nabył w roku 1886 ks. Władysław Czartoryski, lokując w nim swoje bogate zbiory muzealne. W swoim dotychczasowym kształcie budynek przestał istnieć w wyniku gruntownej przebudowy na przełomie XIX i XX wieku. Podczas prac budowlanych natrafiono w 1901 r. na pozostałości kadzi i koryt z dawnego browaru, które setki lat przeleżały w przepastnych piwnicach[4].

- Nr 13. Hotel Francuski – na rogu z ul. św. Jana 32. Założony przez Aleksandra Rittermana hotel powstał na początku XX wieku (lata 1911–1912), po zburzeniu XV-wiecznej murowanej kamienicy, w której znajdowała się karczma i browar. W 1919 roku w hotelu został powołany do życia Komitet Udziału Polski w Igrzyskach Olimpijskich, obecnie Polski Komitet Olimpijski, wydarzenie upamiętnia znajdująca się przy wejściu tablica.

- Arsenał Miejski – zbudowany w 2 połowie XVI wieku z łamanego piaskowca. Służył jako skład strzelb, dział i prochu. Pod koniec XIX wieku budynek został przekazany przez władze gminy miasta Krakowa rodzinie Czartoryskich. Obecnie mieści się w nim ekspozycja części zbiorów Muzeum Książąt Czartoryskich.

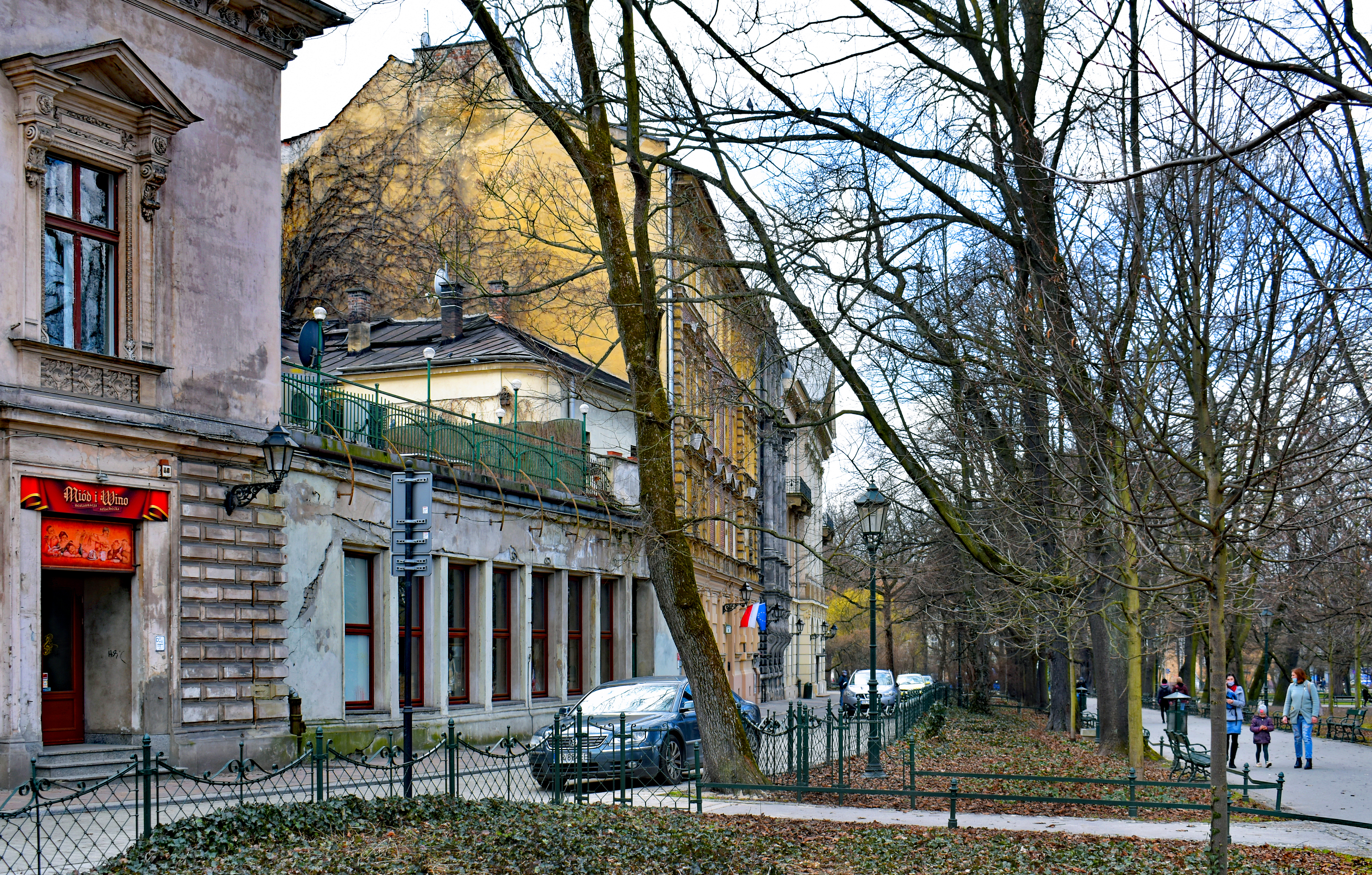
Część zachodnia od ul. Sławkowskiej do ul. św. Marka.
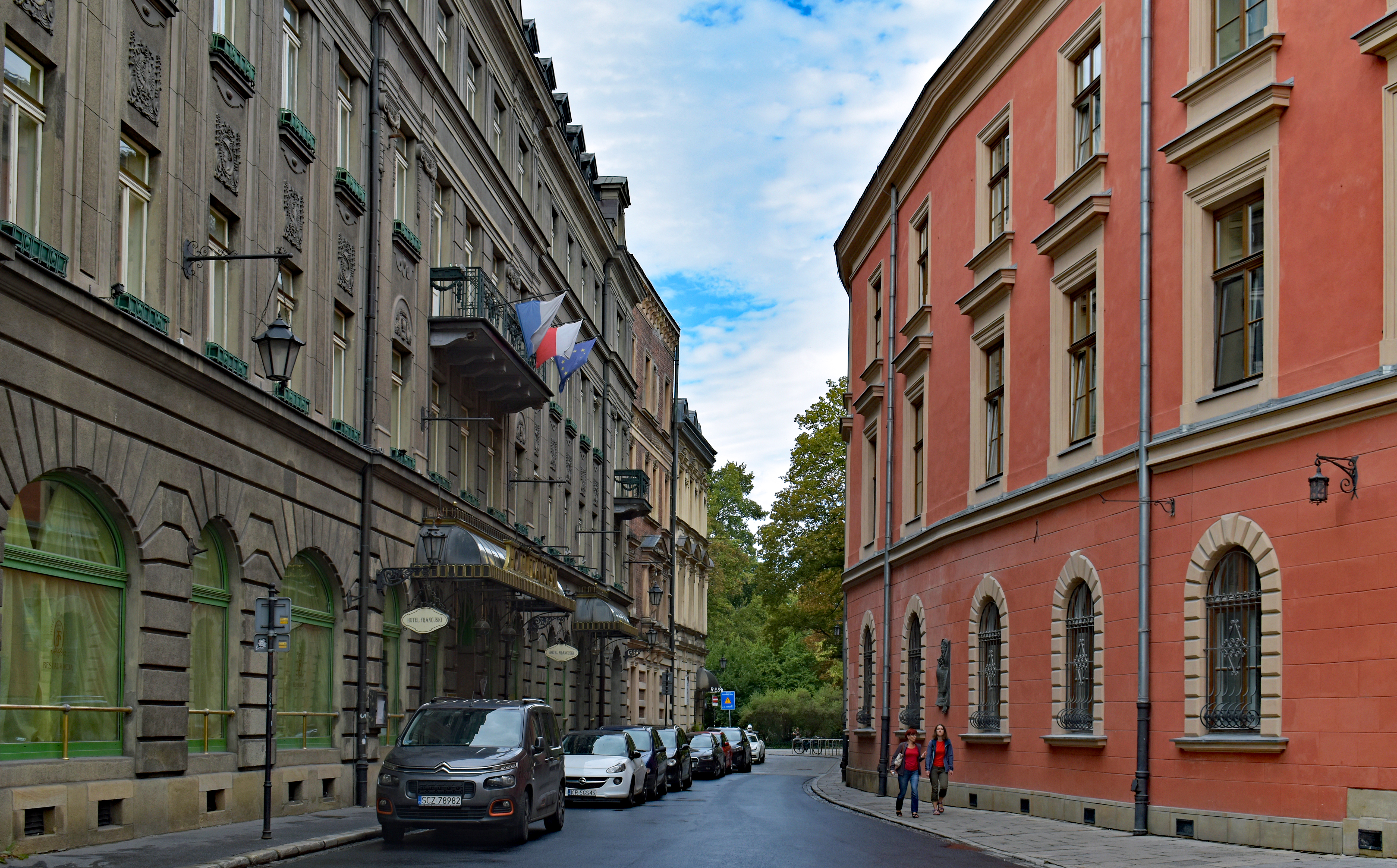
Część środkowa od ul. św. Jana do ul. Sławkowskiej. Po prawej konwent oo. pijarów, po lewej Hotel Francuski.
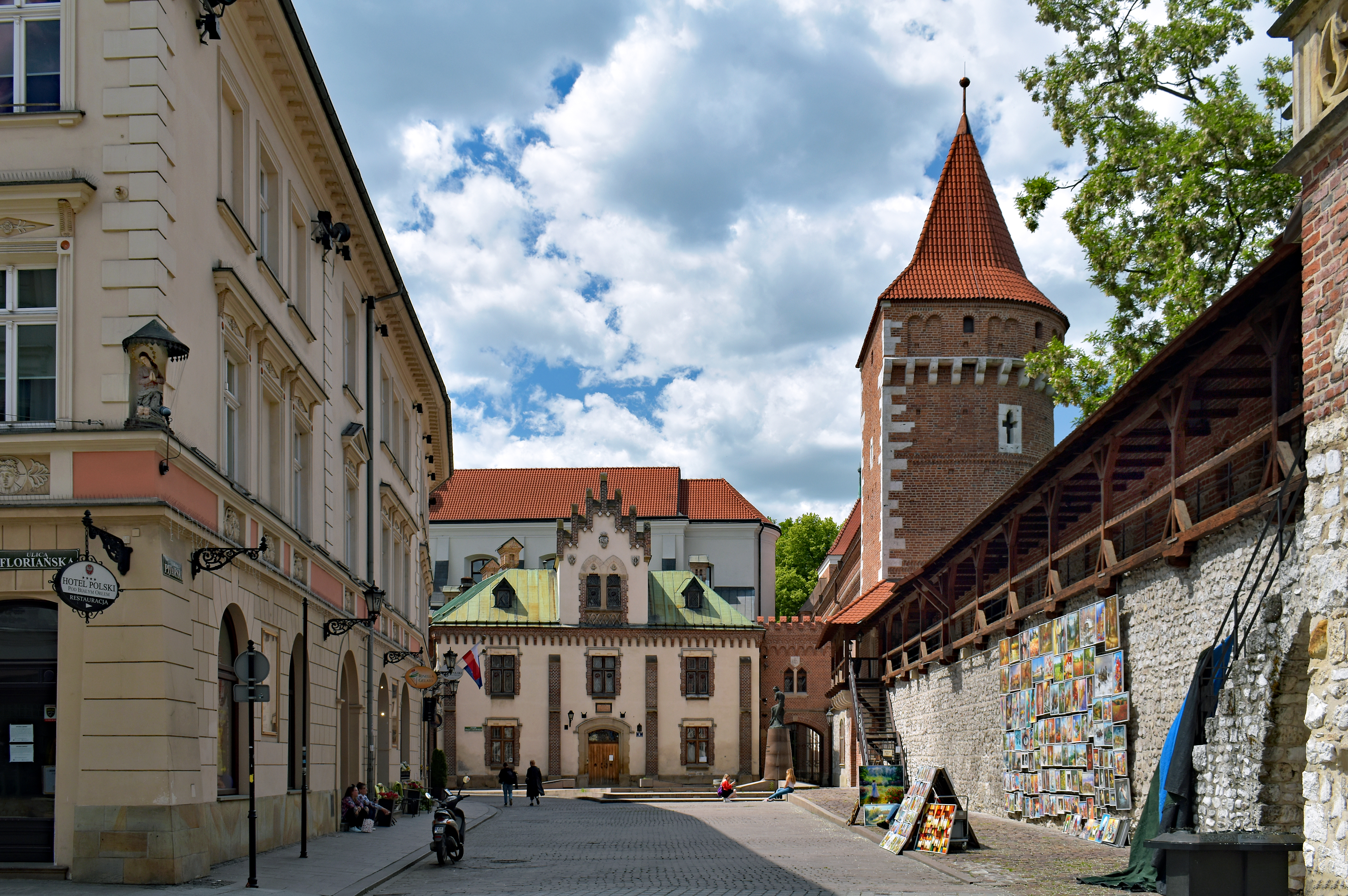
Zaułek Książąt Czartoryskich. Na wprost Klasztorek w zespole Muzeum Czartoryskich.
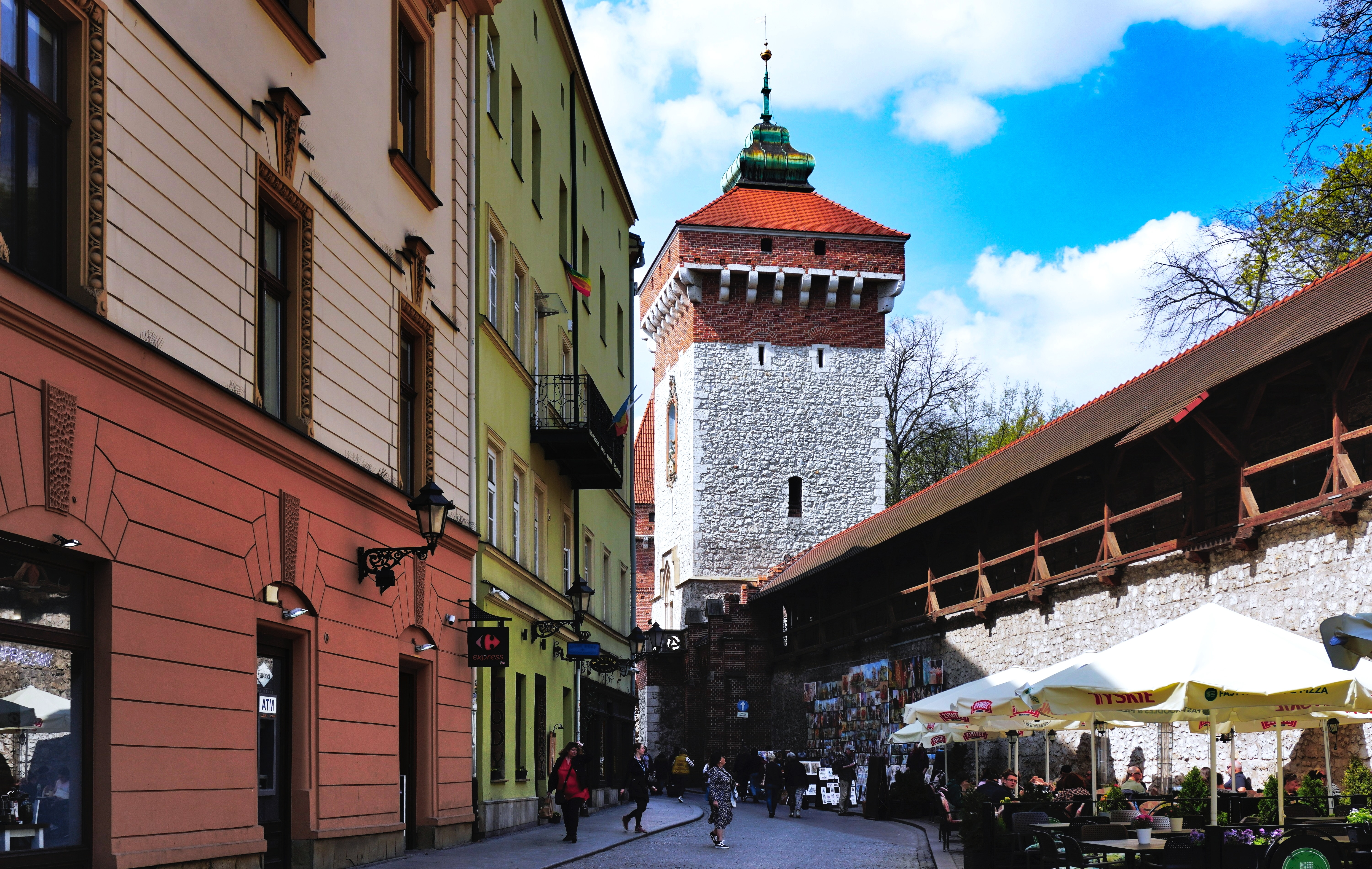
Część wschodnia od ul. Szpitalnej do ul. Floriańskiej.

## Zabudowa
Strona parzysta

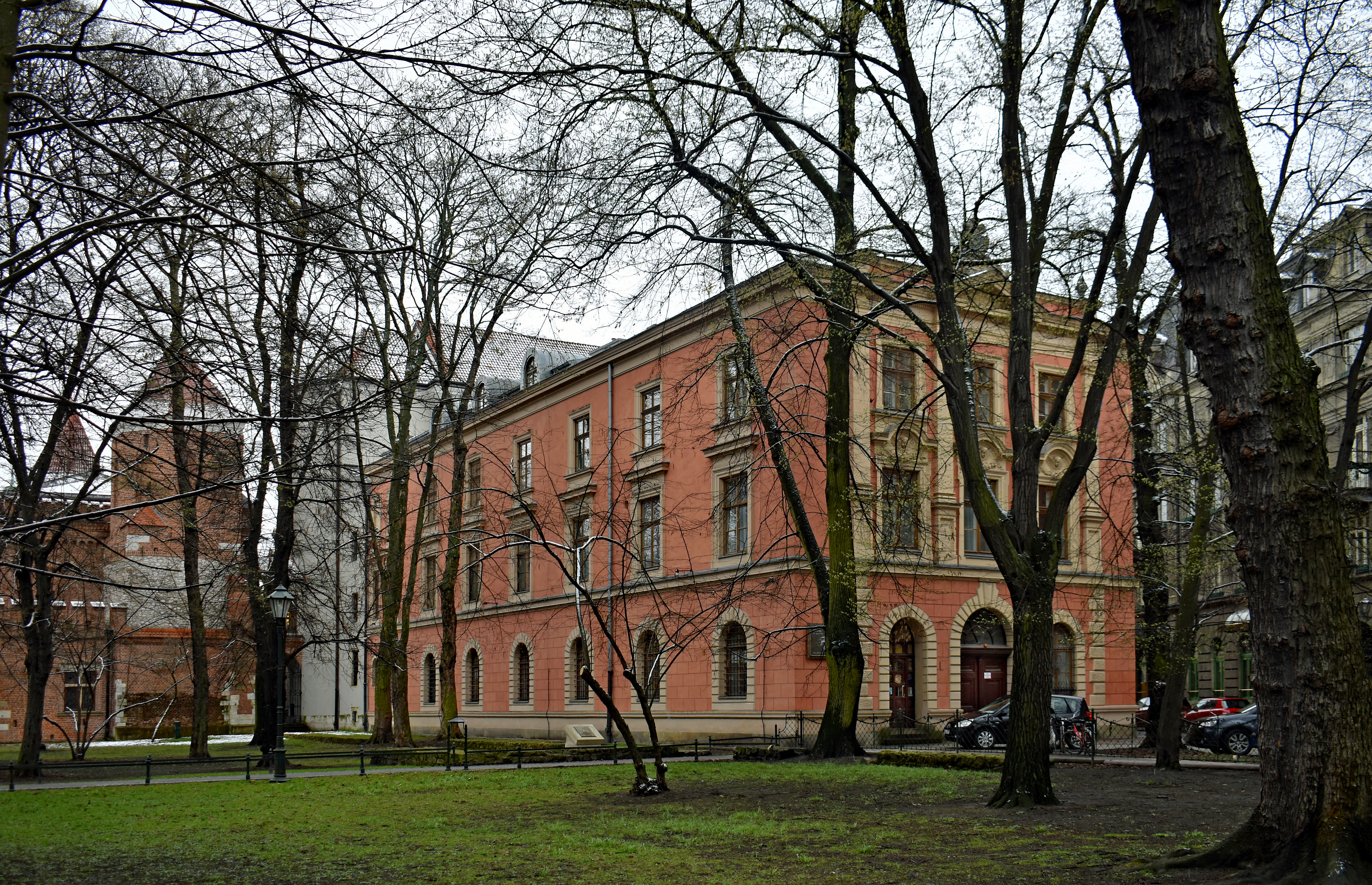
ul. Pijarska 2 Konwent oo. pijarów
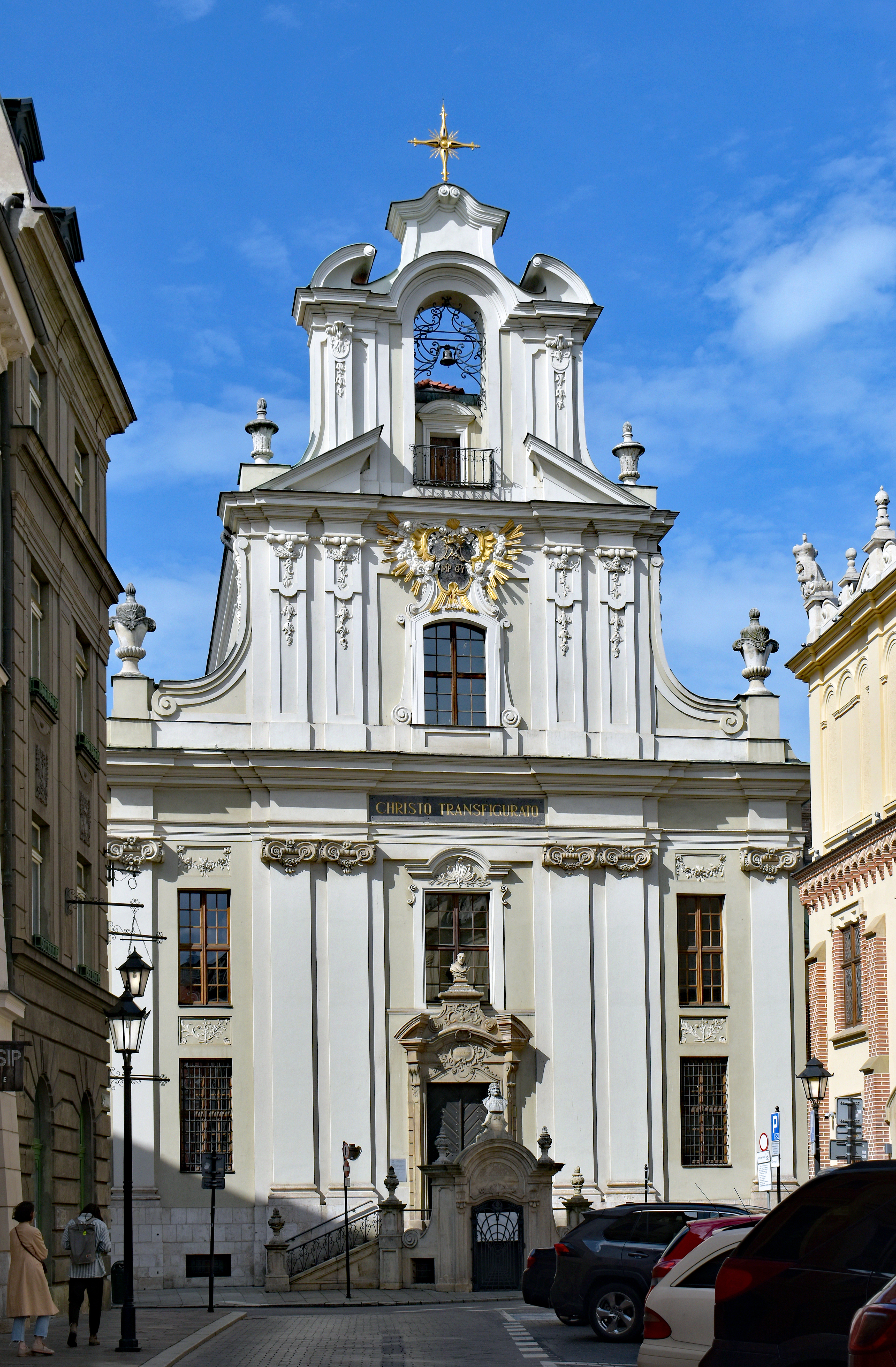
ul. Pijarska 4 Kościół Przemienienia Pańskiego
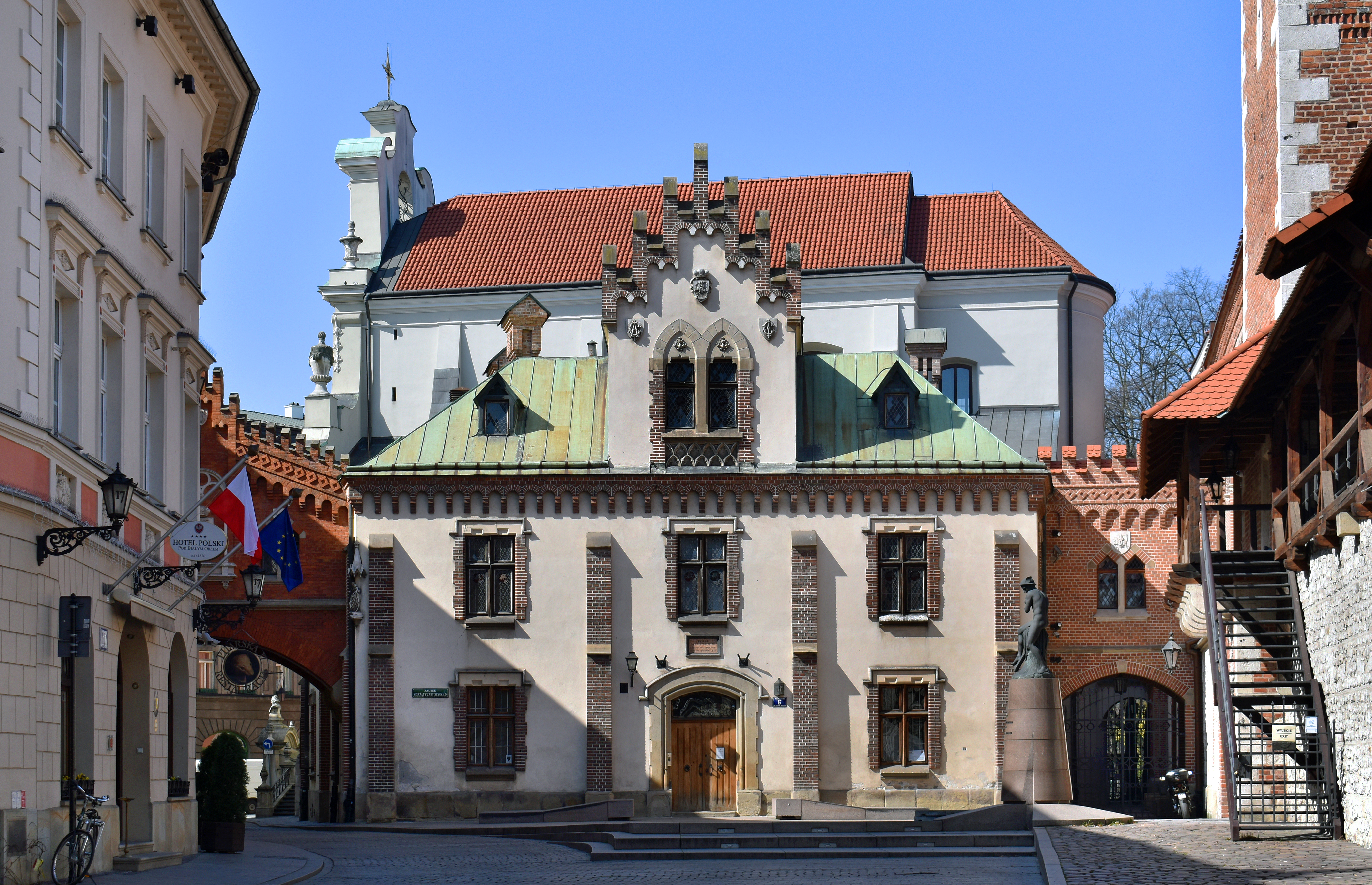
ul. Pijarska 6 Klasztorek (Muzeum xx. Czrtoryskich)
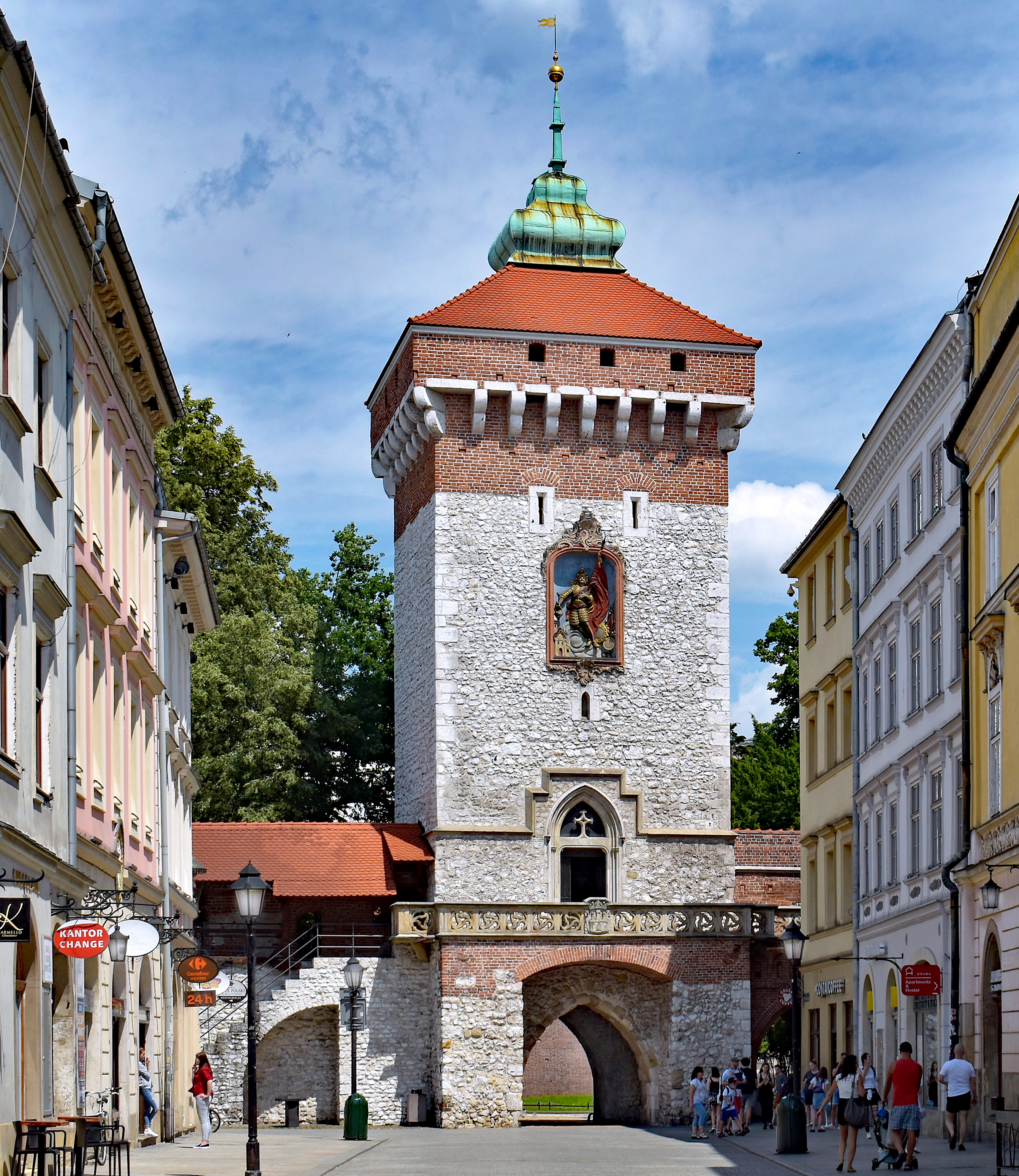
ul. Pijarska Brama Floriańska

Strona nieparzysta

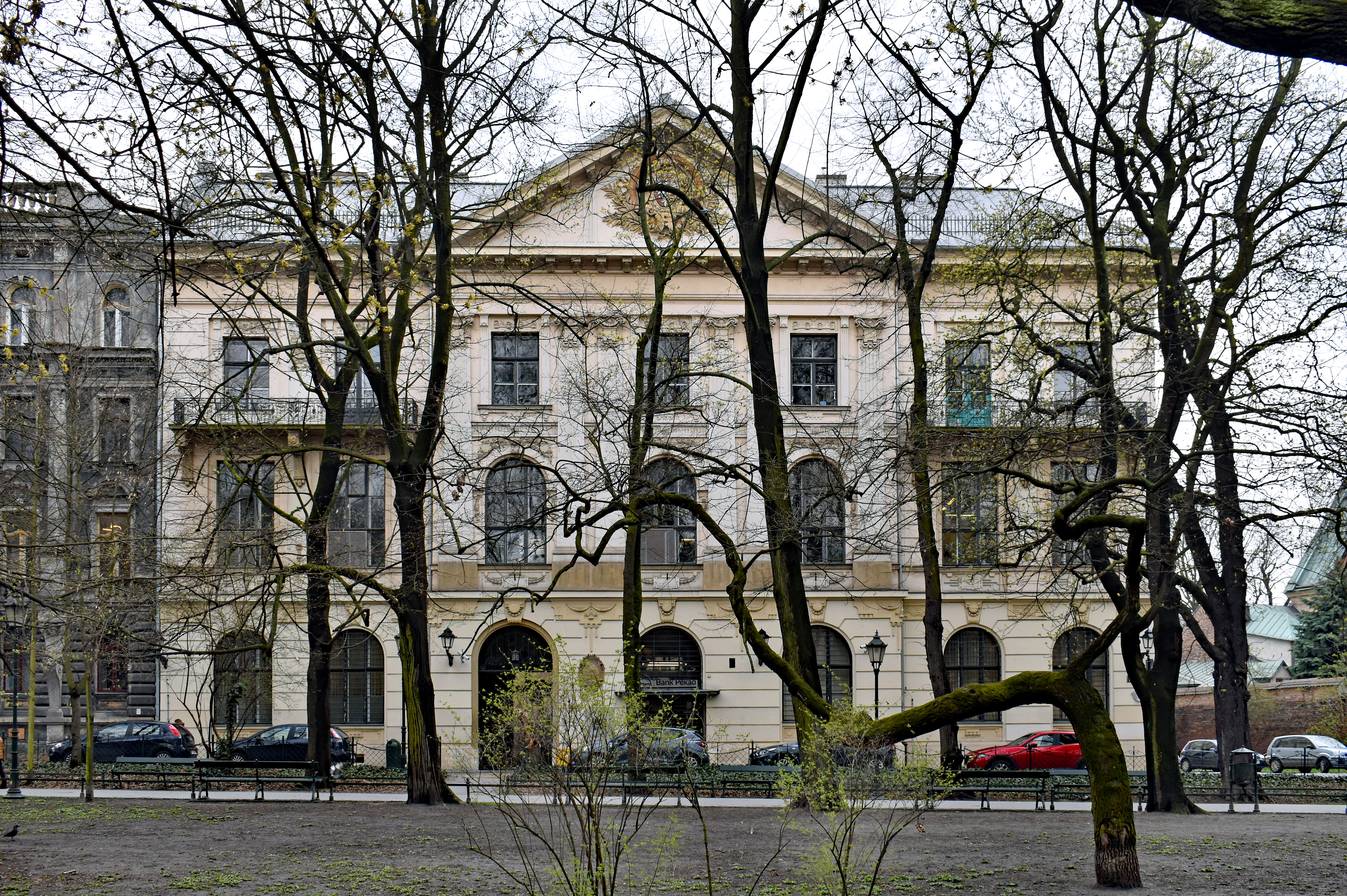
ul. Pijarska 1 (ul. św. Marka 2–4) Budynek dawnej KKOPK
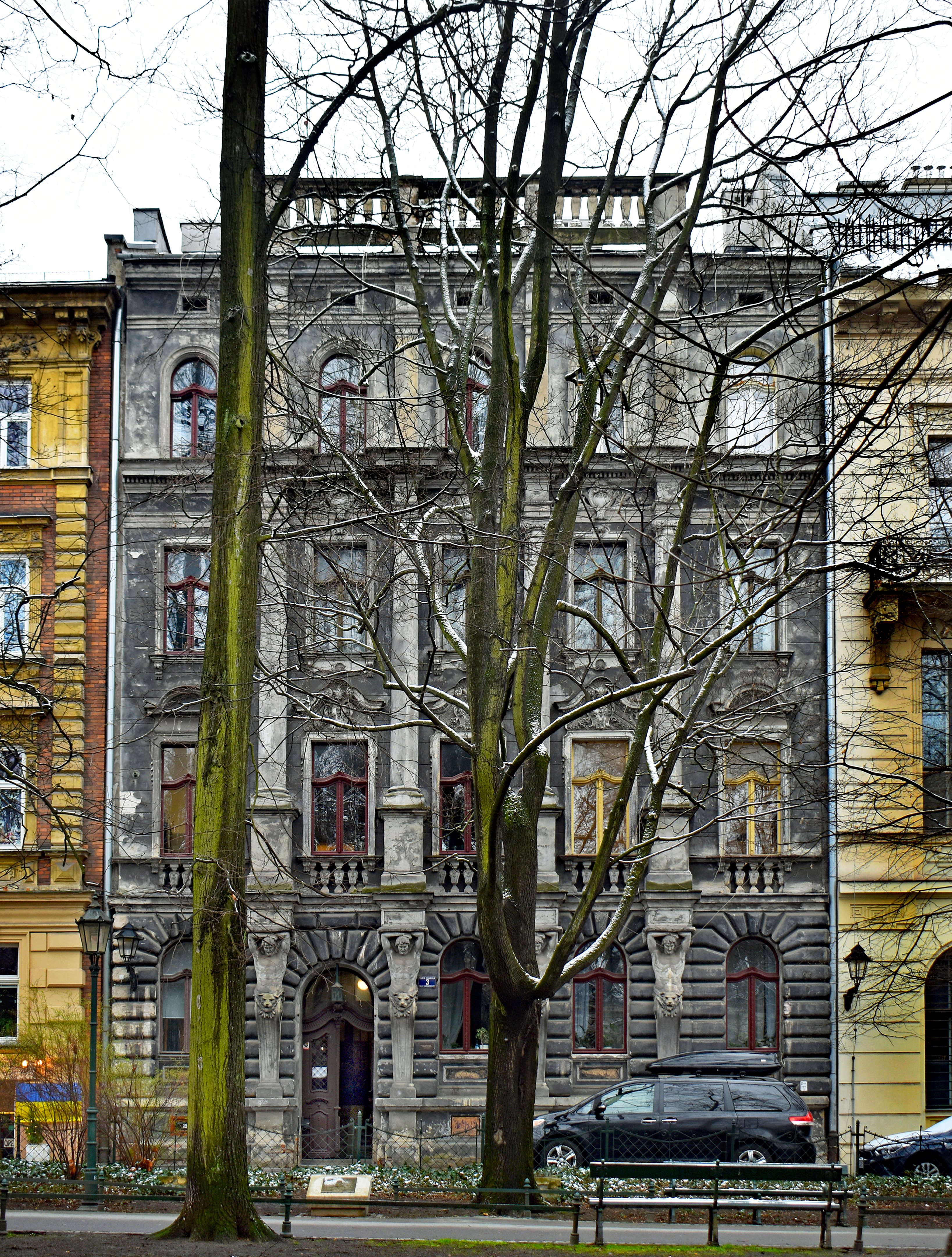
ul. Pijarska 3 Kamienica z Atlantami
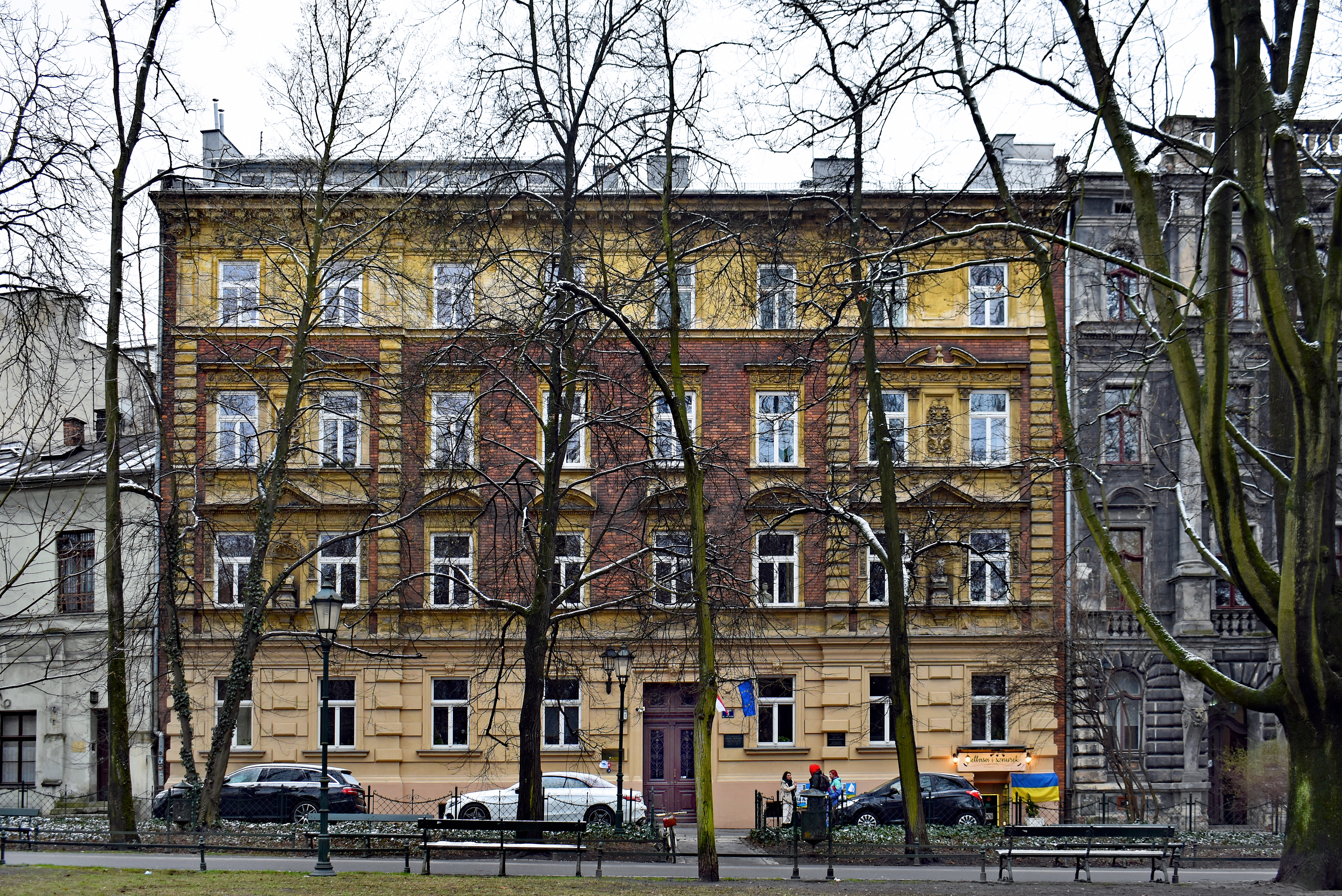
ul. Pijarska 5 Kamienica
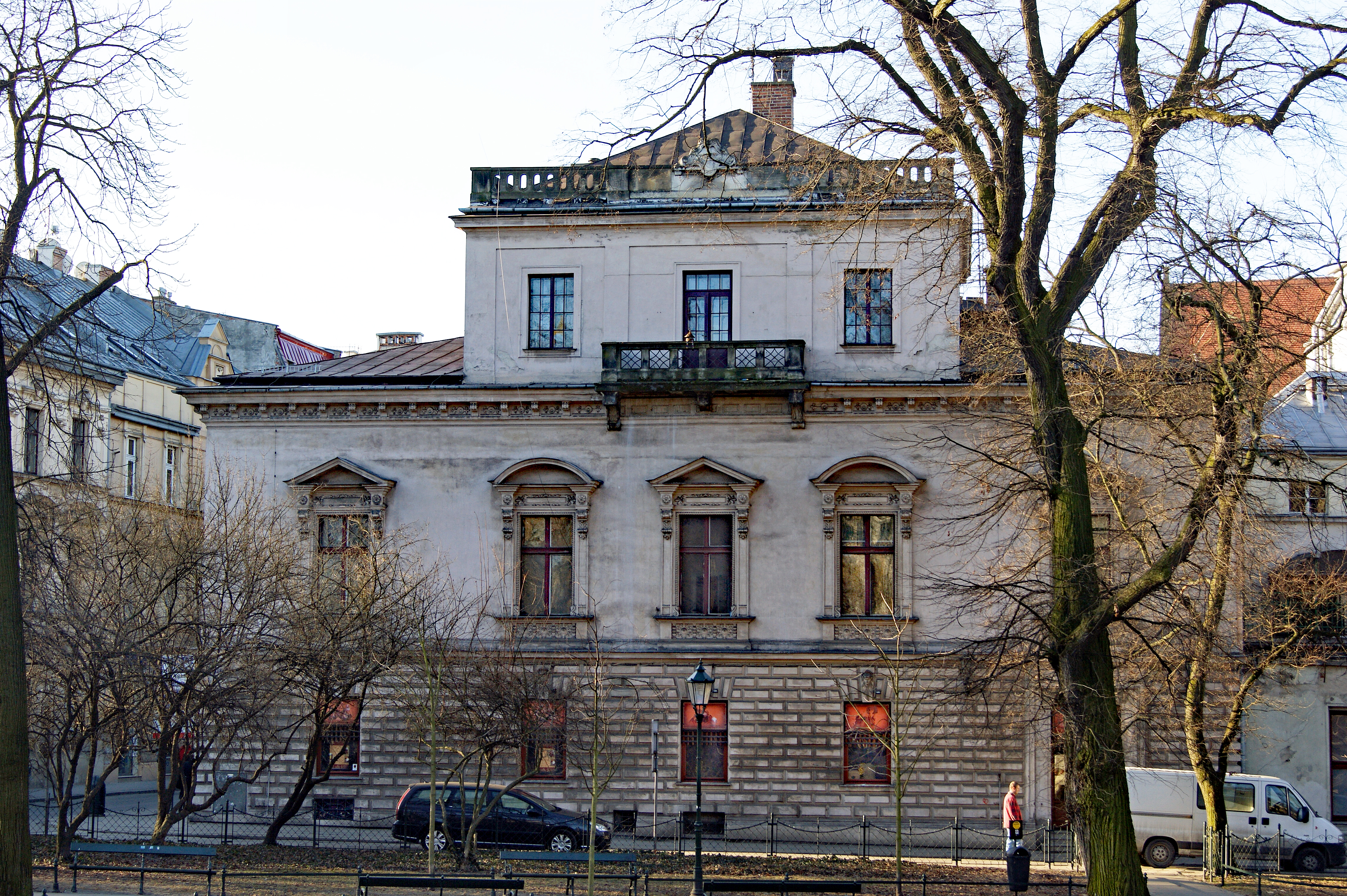
ul. Pijarska 7–9 (ul. Sławkowska 32) Pałac Badenich
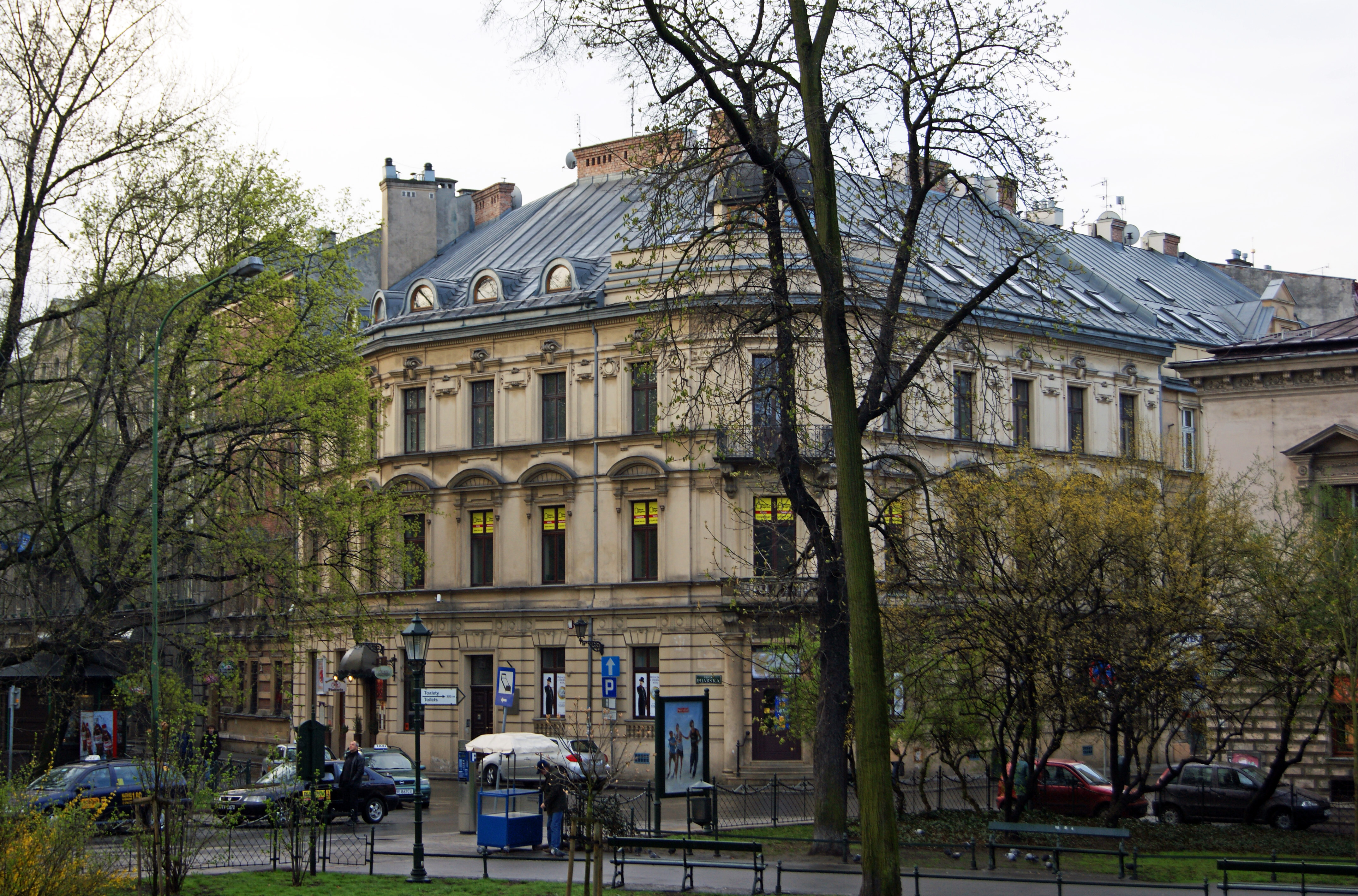
ul. Pijarska 9a (ul. Sławkowska 27) Dom Rożnowskiego
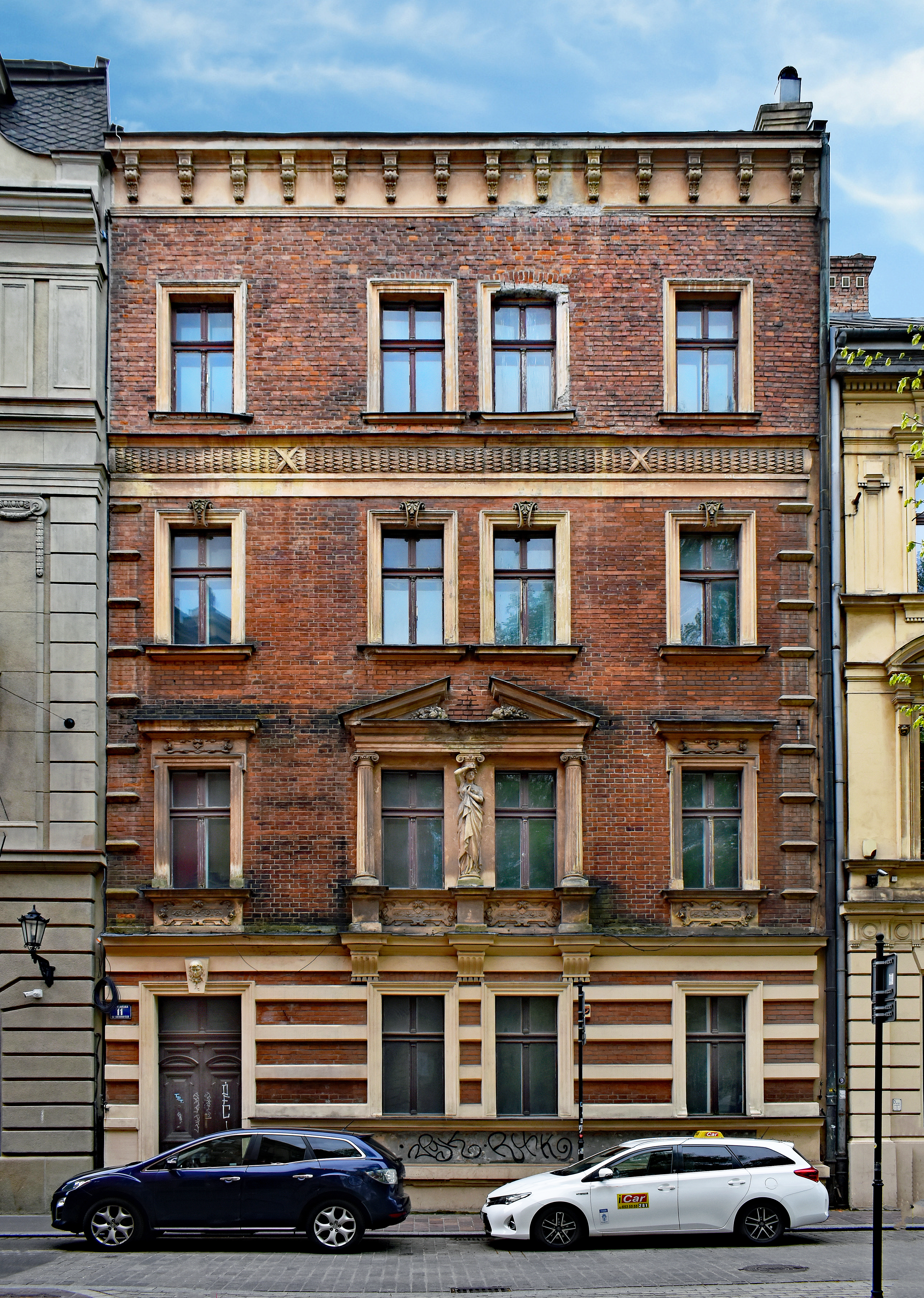
ul. Pijarska 11 Kamienica
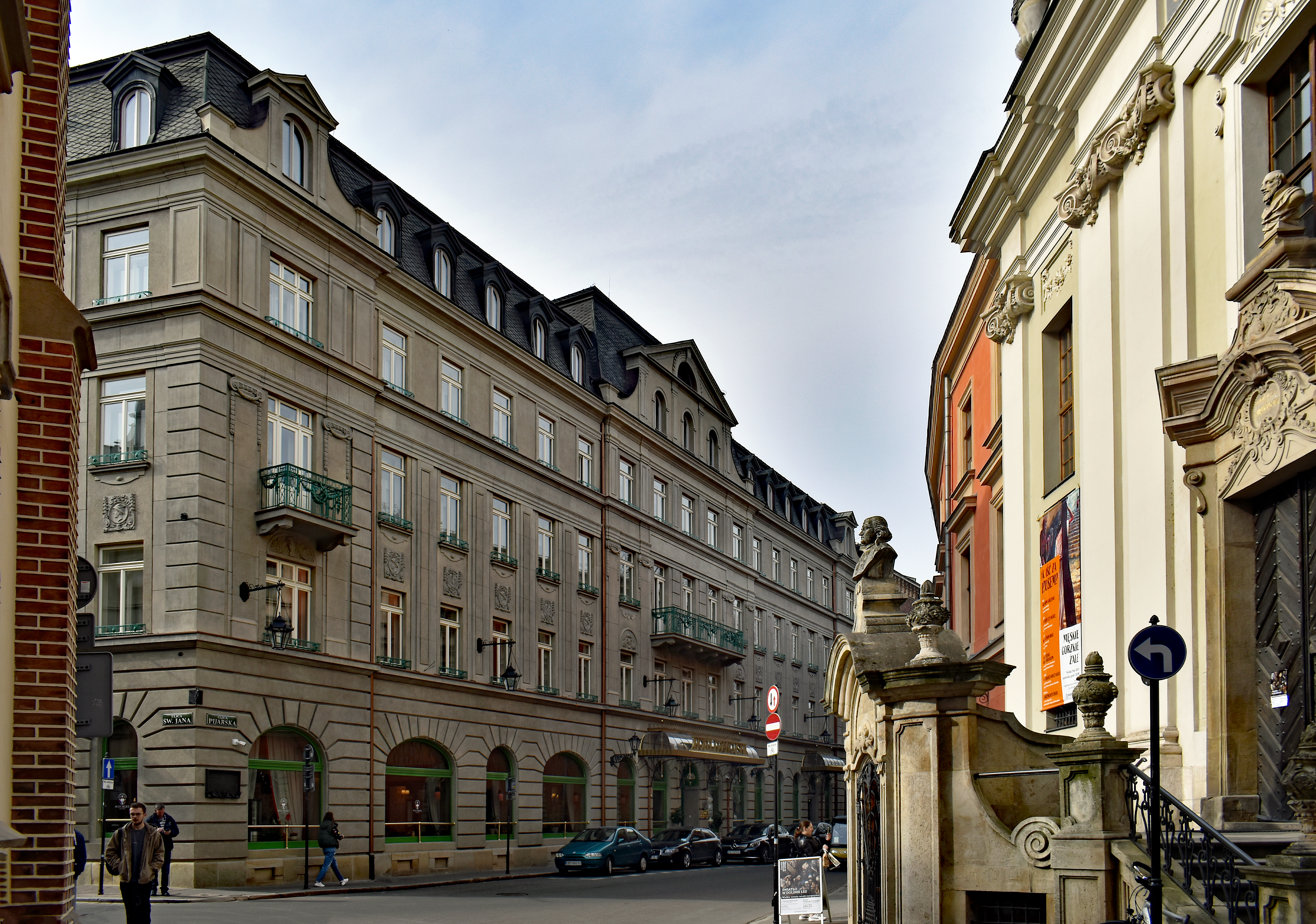
ul. Pijarska 13 (ul. św. Jana 32) Hotel Francuski
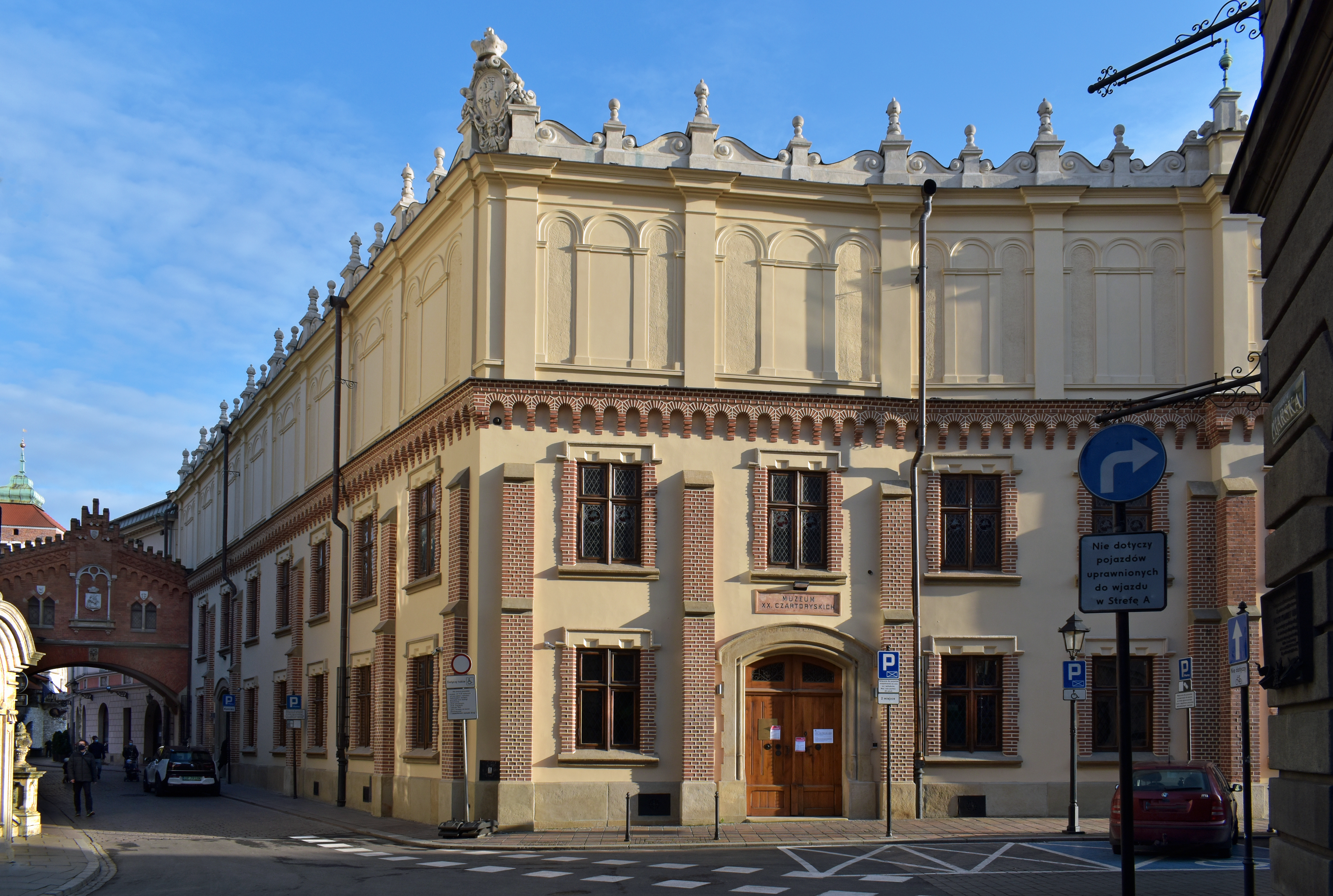
ul. Pijarska 15 Pałac Czartoryskich (Muzeum xx. Czrtoryskich)
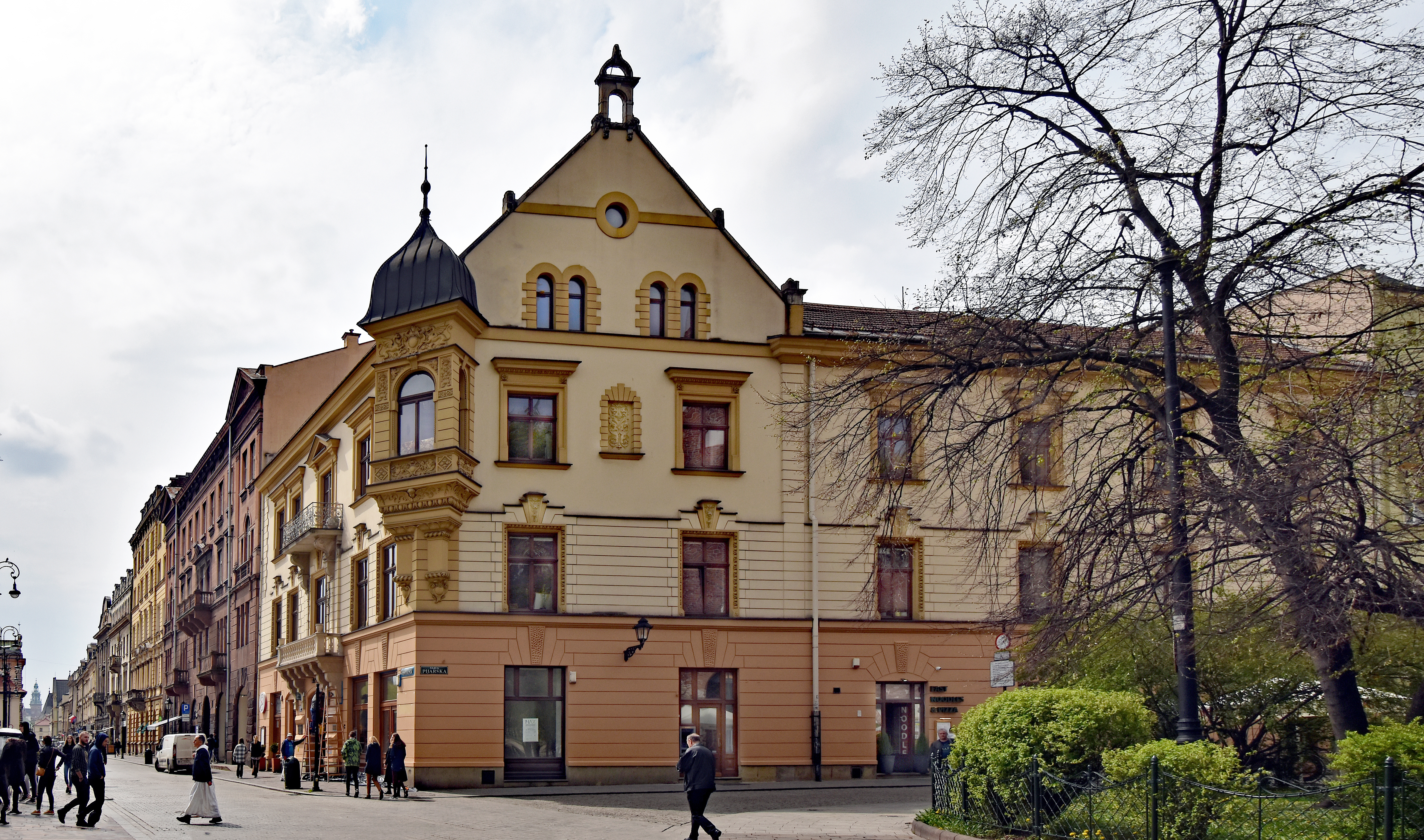
ul. Pijarska 23 (ul. Sziptalna 40) Kamienica Raczyńskiego